# サント＝ジュヌヴィエーヴ修道院

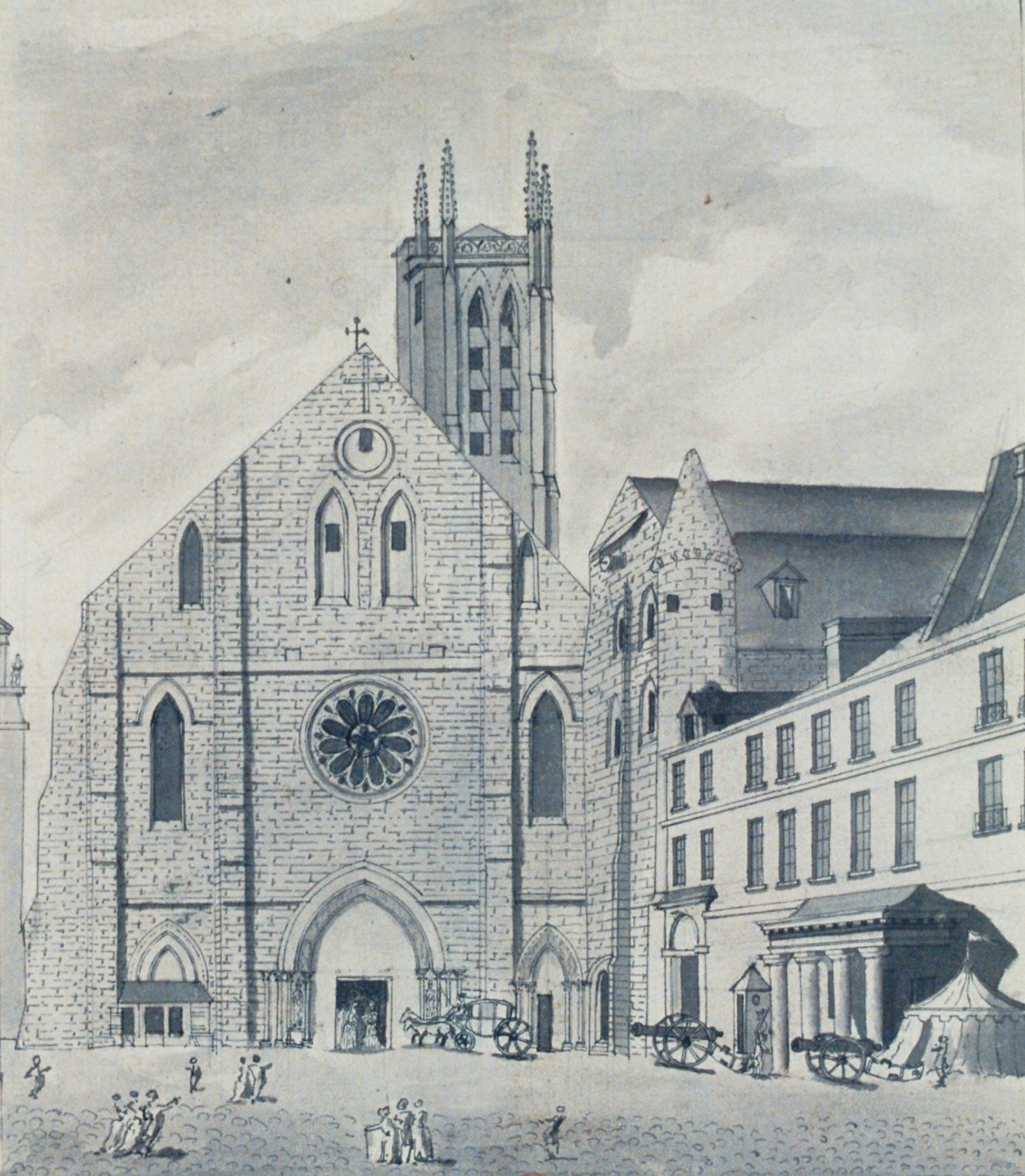
18世紀に描かれたサント＝ジュヌヴィエーヴ修道院

サント＝ジュヌヴィエーヴ修道院 （仏: Abbaye Sainte-Geneviève de Paris）とは、かつてフランス、パリにあったカトリック教会の修道院。フランス革命によりほとんどが破壊され、修道院を形成していた建物の一部は、現在アンリ4世高等学校の校舎となっている。

## 歴史
現在のパンテオンやサン＝テティエンヌ＝デュ＝モン教会の近くにあった修道院は、502年にクローヴィス1世と王妃クロティルドによって、既に墓地のあった場所mons Lucotitiusに、聖使徒修道院（聖ペテルスと聖パウルス）の名で建てられたとされる。
聖ジュヌヴィエーヴ（ラテン語形でGenovefa、聖ジェノヴェーファとも）はこの場所に祈りに来ており、祈るために通った道は、パリ5区のモンターニュ＝サント＝ジュヌヴィエーヴ通りとして現在も残る。512年に亡くなった聖ジュヌヴィエーヴの遺骸はクロ-ーヴィス1世とともにこの修道院内に埋葬され、その後王妃クロティルドもそこに加わった。
6世紀から7世紀に幾度か教会会議が修道院で開催されたが、ルーアン司教プレテクスタが開催した577年のものがよく知られる。
857年のヴァイキング襲来で修道院は荒廃し、12世紀初頭、クリュニー修道院の聖職者トゥルネーのエティエンヌの命令で再建された。
大きな災難の時も、聖ジュヌヴィエーヴの聖遺物箱はパリ市中の礼拝行進を行った。聖遺物箱は彫刻家ジェルマン・ピロンの作品で、1242年に193マルクの銀と7マルク半の金を用いてボナールがつくった彫像と金細工でできていた。
1667年6月24日、デカルトの銅製の棺は大理石の記念碑の下に安置された。その後、デカルトの遺体は1792年にパリ市内のサン＝ジェルマン＝デ＝プレ教会に改葬されている。
聖アウグスチノ会の規則を遵守するフランスの団体フランス修道会の責任者として、サント＝ジュヌヴィエーヴ修道院はジェノヴェファン（Génovéfains）を自称した。17世紀から修道院はヨーロッパに大きな影響を与えた。修道院の聖職者だったフランソワ・ド・ラ・ロシュフコー枢機卿によって始められた聖アウグスチノ会修道院連盟は、トレント公会議によって要求された聖アウグスチノ会の改革を導入する意図を持っていた。
フランス革命以前、修道院の復興事業が始まった。新たな修道院建物は地下納骨堂の上に建てられた。建築家ジャック＝ジェルマン・スフロによって設計されたこの建物は、現在はパンテオンとして知られている。
修道院の資産の中には、サント＝ジュヌヴィエーヴ図書館となった重要な図書館があった。天文学者アレクサンドル・パングレはこの図書館の司書であった。
その後、かつての修道院付属教会は何世紀にもわたって荒れるがままになっていたが、フランス革命に伴う宗教弾圧により修道士たちはすべて追い出され、1793年に聖ジュヌヴィエーヴの聖遺物箱はパリ造幣局で溶かされ、遺骨は燃やされた。さらに1807年にクロヴィス通りを通すため古い建物はすべて壊された。かつての教会の原型をとどめるものとして、アンリ4世高等学校の敷地内にクロヴィス塔が唯一残っている。アンリ4世高等学校の校舎は、13世紀から17世紀にかけ建てられた修道院建物で構成されている。
聖ジュヌヴィエーヴの残存した唯一の聖遺物（指の骨）は5区のサン＝テティエンヌ＝デュ＝モン教会に安置され、教会名としては、18区のサント＝ジュヌヴィエーヴ・デ・グランド・カリエール教会に現れている。